# Geonchukhakgaeron
Geonchukhakgaeron (건축학개론?; lett. "Introduzione all'architettura", titolo internazionale Architecture 101) è un film sentimentale sudcoreano del 2012, scritto e diretto da Lee Yong-ju.

## Trama
Seul, anni 2010. L'architetto Lee Seung-min viene contattato da Yang Seo-yeon, sua ex-compagna d'università, per disegnare una nuova casa da costruire al posto di quella della sua famiglia, sull'isola di Jeju. Seung-min accetta malvolentieri, ma non riesce a creare niente che la soddisfi, pertanto decidono di ristrutturare ed espandere l'edificio esistente. Trascorrendo molto tempo insieme a Jeju, causano un crescente fastidio alla fidanzata di lui, Eun-chae, con cui si deve sposare a breve e trasferirsi negli Stati Uniti.
Mentre Seo-yeon si prende cura del padre morente, Seung-min inizia a ricordare di quando si incontrarono negli anni Novanta: i due vivevano nello stesso quartiere e frequentavano lo stesso corso di architettura. A lei piaceva il ricco Jae-wook, mentre lui non riusciva a confessarle i propri sentimenti, nonostante i consigli del suo migliore amico Nab-ddeuk. Sperando di riuscire a dichiararsi, Seung-min le diede appuntamento alla casa abbandonata dov'erano soliti andare, il primo giorno di neve dell'inverno imminente. Ma una notte, vedendo Jae-wook e una Seo-yeon ubriaca entrare in casa di lei, temette il peggio e, non riuscendo a sopportare il dolore, mise fine alla loro amicizia. Seung-min non si presentò alla casa abbandonata e Seo-yeon, rimasta ad aspettarlo invano, lasciò nell'abitazione il proprio lettore CD portatile e il CD dei suoi cantanti preferiti, gli Exhibition.
Nel presente, Seo-yeon riceve in regalo da Seung-min quello stesso lettore e il CD, scoprendo così che il ragazzo era andato più tardi all'appuntamento, ricordandosi della promessa fatta. Nonostante questo, Seung-min parte per l'America con Eun-chae, mentre Seo-yeon rimane nella casa che lui le ha costruito, ascoltando il CD.

## Produzione
Il regista Lee Yong-ju ha una laurea in architettura, e ha collaborato con l'architetto Gu Seung-hwe per descrivere i dettagli architettonici mostrati e menzionati nel film. Il tema principale della colonna sonora è Etude of Memories, scritta da Kim Dong-ryul degli Exhibition.
La pellicola è stata girata nel quartiere Jeongneung-dong di Seul e sull'isola di Jeju. Alla fine di agosto 2012, il tifone Bolaven, la più violenta tempesta ad abbattersi sulla penisola coreana da quasi un decennio, ha danneggiato gravemente la casa di Seo-yeon costruita appositamente per il film. L'edificio è stato ricostruito e rinnovato, e a marzo 2013 la casa di produzione Myung Films vi ha aperto una caffetteria, la Cafe Seo-yeon's House.
Prima di scegliere Suzy, il ruolo di Seo-yeon da giovane era stato offerto anche a Seohyun e Moon Chae-won: la prima non venne scritturata perché la sua agenzia lo rifiutò al posto suo, mentre la seconda declinò a causa della fatica accumulata durante le riprese di Gongju-ui namja.

## Distribuzione
Geonchukhakgaeron è uscito nei cinema sudcoreani il 22 marzo 2012. Il 24 giugno ha chiuso il quindicesimo Shanghai International Film Festival.
Il 19 settembre 2012 è uscita un'edizione DVD limitata in due dischi, con i commenti audio degli attori Uhm Tae-woong, Lee Je-hoon e Suzy, interviste e trailer, e un libro contenente immagini dal set. Tra le scene eliminate rientrano un flashback di Seung-min e Nab-ddeuk che camminano fianco a fianco, che il regista ha tagliato ritenendo che non fosse adatta al tono del film; Seung-min adulto che porta Seo-yeon ubriaca in hotel; e un bacio più lungo e profondo tra Lee Je-hoon e Suzy.

## Accoglienza
Geonchukhakgaeron è figurato al primo posto nel box office per tre settimane dopo l'uscita, attraendo più di un milione di spettatori in otto giorni, superando i due milioni il 17, e raggiungendo i tre il 18 aprile. È stato il quarto film più visto nel primo trimestre del 2012, con 3,4 milioni di biglietti venduti. Nove settimane dopo l'uscita ha raggiunto i 4,1 milioni di spettatori, entrando nella lista dei film coreani più visti di sempre in Corea del Sud e stabilendo un nuovo record per il genere melodrammatico in patria. È stato visto soprattutto da spettatori maschi, fatto insolito per un dramma romantico: secondo la critica, è successo perché ha evocato negli uomini la nostalgia del loro primo amore. Geonchukhakgaeron ha riacceso nei coreani la passione per la moda, la musica e le celebrità degli anni Novanta. Dopo l'uscita, le vendite del primo EP del duo Exhibition, uscito nel 1993, sono cresciute di 70 volte rispetto a quelle di marzo, grazie alla presenza delle loro canzoni nella colonna sonora.
La pellicola ha catturato l'attenzione e ottenuto il plauso della critica per lo stile sobrio e i personaggi ben strutturati. Derek Elley di Film Business Asia l'ha descritta come un "dramma romantico coinvolgente e leggero", ma ha ritenuto che "manca qualunque svolta o rivelazione nel furlong finale per elevarla sopra alla norma", attribuendone il successo in patria al cast stellare. Ha riscontrato buone performance dalla maggior parte degli attori, specialmente Uhm Tae-woong, che "mostra un dono per la commedia leggera che rende attraente il suo personaggio", mentre ha reputato che Han Ga-in fosse l'anello debole del quartetto principale, data la sua poca somiglianza con Suzy e l'aspetto troppo giovane per la parte che interpreta.

## Remake
Il 1º febbraio 2015 è stato annunciato un remake cinese. A novembre 2021 Netflix ha reso nota l'intenzione di realizzare un remake giapponese, Koi ni ochita, con Tomohisa Yamashita nel ruolo del protagonista maschile, ma il film è stato accantonato nel giugno seguente per divergenze creative.

## Riconoscimenti
- Baeksang Arts Award
  - 2012 – Miglior nuova attrice in un film a Suzy[27]
  - 2012 – Candidatura Miglior nuovo attore in un film a Lee Je-hoon[28]
  - 2012 – Candidatura Attore più popolare in un film a Lee Je-hoon[29]
  - 2012 – Candidatura  Attrice più popolare in un film a Suzy[29]
- Blue Dragon Film Award[30][31]
  - 2012 – Miglior nuovo attore a Jo Jung-suk
  - 2012 – Premio popolarità a Suzy
  - 2012 – Candidatura Miglior nuova attrice a Suzy
  - 2012 – Candidatura Miglior sceneggiatura a Lee Yong-ju
  - 2012 – Candidatura Miglior fotografia a Jo Sang-yoon
  - 2012 – Candidatura Miglior design artistico a Woo Seung-mi
  - 2012 – Candidatura Migliori luci a Park Se-moon
  - 2012 – Candidatura Miglior musica a Lee Ji-su
- Buil Film Award[32][33][34]
  - 2012 – Miglior sceneggiatura a Lee Yong-ju
  - 2012 – Candidatura Miglior film
  - 2012 – Candidatura Miglior attore non protagonista a Jo Jung-suk
  - 2012 – Candidatura Miglior nuovo regista a Lee Yong-ju
  - 2012 – Candidatura Miglior nuovo attore a Jo Jung-suk
  - 2012 – Candidatura Miglior nuova attrice a Suzy
  - 2012 – Candidatura Miglior fotografia a Jo Sang-yoon
  - 2012 – Candidatura Miglior musica a Lee Ji-su
- KOFRA Film Award[35]
  - 2013 – Miglior nuovo attore a Jo Jung-suk
- Korean Association of Film Critics Award[36]
  - 2012 – Miglior musica a Lee Ji-su
- Korean Culture and Entertainment Award[37]
  - 2012 – Miglior nuovo attore a Jo Jung-suk
- Mnet 20's Choice Award[38]
  - 2012 – Attore più popolare sui vent'anni a Lee Je-hoon
  - 2012 – Attrice più popolare sui vent'anni a Suzy
- Premio Daejong
  - 2012 – Candidatura Miglior regista a Lee Yong-ju[39]
  - 2012 – Candidatura Miglior attore non protagonista a Jo Jung-suk[40]
  - 2012 – Candidatura Miglior nuovo attore a Jo Jung-suk[40]
  - 2012 – Candidatura Miglior nuova attrice a Suzy[41]